# Rizal (Kalinga)
Rizal è una municipalità di quinta classe delle Filippine, situata nella Provincia di Kalinga, nella Regione Amministrativa Cordillera.
Rizal è formata da 14 baranggay:
- Babalag East (Pob.)
- Babalag West (Pob.)
- Bulbol
- Calaocan
- Kinama
- Liwan East
- Liwan West
- Macutay
- Romualdez
- San Pascual
- San Quintin
- San Francisco
- San Pedro
- Santor